# Ayad Lamdassem
Ayad Lamdassem (Ayad Lamdassem El Mouhcin; * 11. Oktober 1981 in Sidi Ifni) ist ein spanischer Langstreckenläufer marokkanischer Herkunft.

## Leben
2007 erhielt er die spanische Staatsbürgerschaft und wurde im selben Jahr nationaler Meister über 10.000 m.
Im Jahr darauf kam er bei den Crosslauf-Weltmeisterschaften auf Rang 36 und bei den Olympischen Spielen in Peking über 10.000 m auf Rang 24. Bei den Crosslauf-Europameisterschaften wurde er Vierter.
2009 belegte er bei den Crosslauf-Weltmeisterschaften in Amman den 30. Platz. Bei den Leichtathletik-Weltmeisterschaften in Berlin erreichte er über 10.000 m nicht das Ziel, und bei den Crosslauf-Europameisterschaften wurde er Fünfter.
2010 folgte einem 51. Platz bei den Crosslauf-Weltmeisterschaften in Bydgoszcz ein zweiter Platz beim Great Manchester Run und der Sieg bei der iberoamerikanischen Meisterschaft über 5000 m. Bei den Leichtathletik-Europameisterschaften in Barcelona setzte er sich über 10.000 m fünf Runden vor dem Ziel zusammen mit dem späteren Sieger Mohammed Farah ab und ging als Führender in die letzte Runde, hatte aber dem Endspurt des Briten nichts entgegenzusetzen und fiel schließlich auf den vierten Platz zurück.
Ayad Lamdassem ist 1,72 m groß und wiegt 52 kg. Er lebt in Lleida und wird von Antonio Cánovas trainiert.

## Persönliche Bestzeiten
- 3000 m: 7:45,55 min, 7. Juni 2005, Huelva
- 5000 m: 13:17,49 min, 20. Juni 2006, Huelva
- 10.000 m: 27:45,58 min, 12. Juli 2008, Vigo
- 10-km-Straßenlauf: 28:09 min, 16. Mai 2010, Manchester
- Halbmarathon: 1:01:29 h, 28. März 2004, Azpeitia